# Maagd der Armen

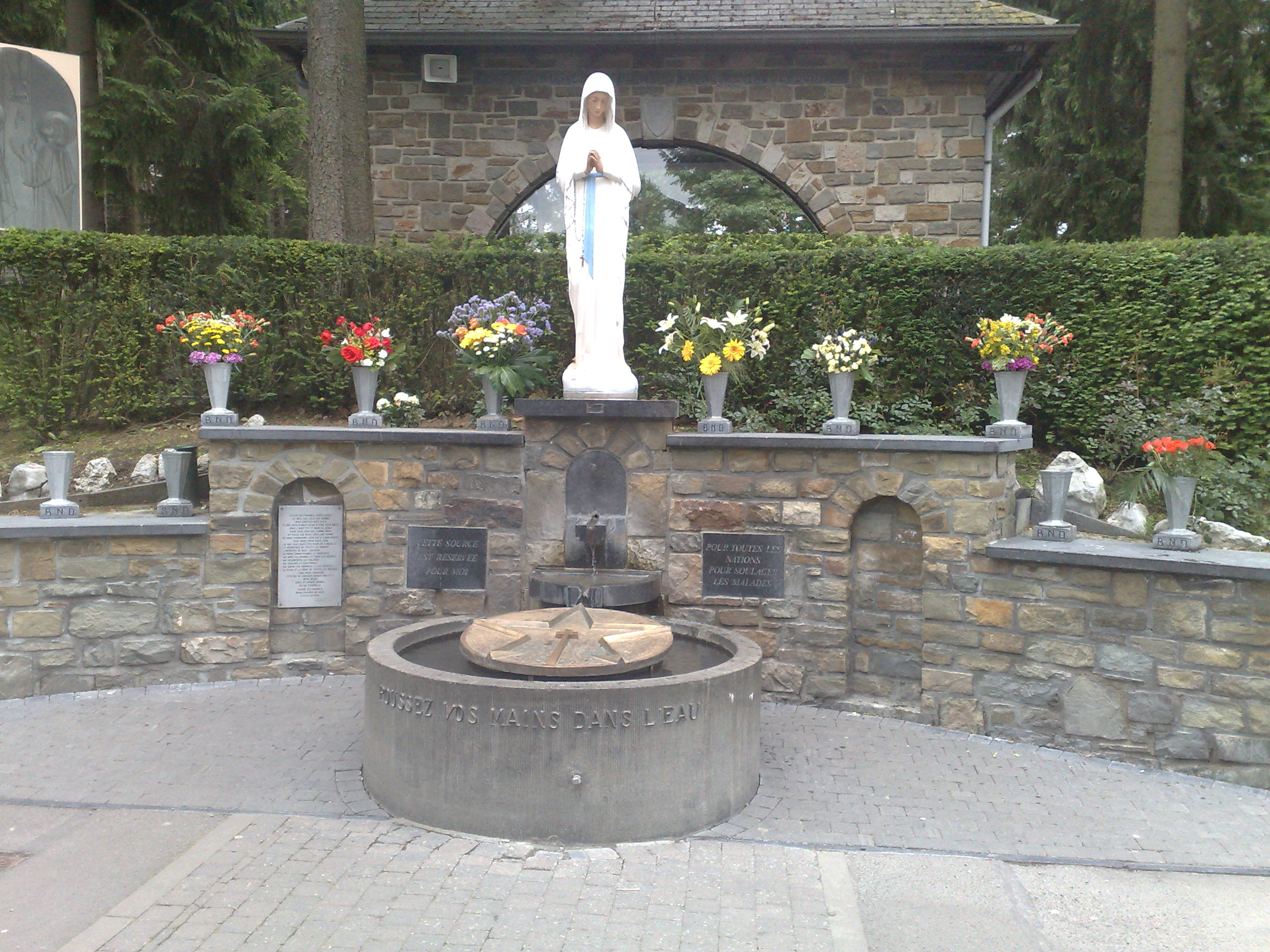
Maagd der Armen of Onze-Lieve-vrouw van Banneux

Maagd der Armen (Fr: Vierge des Pauvres) is een pauselijk gekroond mariabeeld, die in 1933 te Banneux zou zijn verschenen aan Mariette Beco. Een andere benaming is: Onze-Lieve-Vrouw van Banneux.
De titel Maagd der Armen is de benaming voor diverse rooms-katholieke kerken in België, Nederland en Frankrijk, en ook het heiligdom te Banneux is onder deze naam bekend.
Het beeld werd in 1956 in opdracht van de Paus gekroond door Mgr. Forni. In 1985 ging Joannes Paulus II op bedevaart naar het heiligdom.